# Abreiro
Abreiro es una freguesia portuguesa del municipio de Mirandela, con 24,20 km² de superficie y 311 habitantes (2001). Su densidad de población es de 12,9 hab/km².